# Peter Fonda
Pour les articles homonymes, voir Fonda.
Peter Fonda, né le 23 février 1940 à New York et mort le 16 août 2019 à Los Angeles, est un acteur américain. Il est le fils de l'acteur Henry Fonda, le frère cadet de Jane Fonda et le père de Bridget Fonda. Il est une figure éminente de la contre-culture des années 1960. Peter Fonda est nommé pour l'Oscar du meilleur scénario original pour Easy Rider (1969) et l'Oscar du meilleur acteur pour L'Or de la vie (1997). Pour ce dernier, il remporte le Golden Globe Award du meilleur acteur dans un film dramatique. Fonda remporte également le Golden Globe Award du meilleur acteur dans un second rôle pour une série, mini-série ou téléfilm pour The Passion of Ayn Rand (1999).

## Biographie

### Jeunesse
Peter Fonda est né le 23 février 1940 à New York. Il est le fils de l'acteur Henry Fonda (1905–1982) et de sa femme Frances Ford Seymour (1908–1950) ; sa sœur aînée est l'actrice Jane Fonda (née en 1937). Lui et Jane ont une demi-sœur, Frances de Villers Brokaw (1931–2008), issue du premier mariage de leur mère. Sa mère se suicide dans un hôpital psychiatrique quand il a 10 ans. Il n'a découvert les circonstances et le lieu de sa mort qu'à l'âge de 15 ans.
À son onzième anniversaire, il se tire accidentellement une balle dans l'abdomen et a failli mourir. Il se rend à la station de montagne indienne de Nainital et y reste quelques mois pour se rétablir.
Le jeune Peter fréquente la Fay School à Southborough (Massachusetts), et est membre de la classe de 1954. Il s'inscrit ensuite à la Westminster School, un pensionnat du Connecticut à Simsbury, où il obtient son diplôme en 1958.
Une fois diplômé, il étudie le théâtre à Omaha (Nebraska), la ville natale de son père. Alors qu'il fréquente l'Université du Nebraska-Omaha, Peter rejoint l'Omaha Community Playhouse, après avoir été recruté par la mère de Marlon Brando.

### Premières années

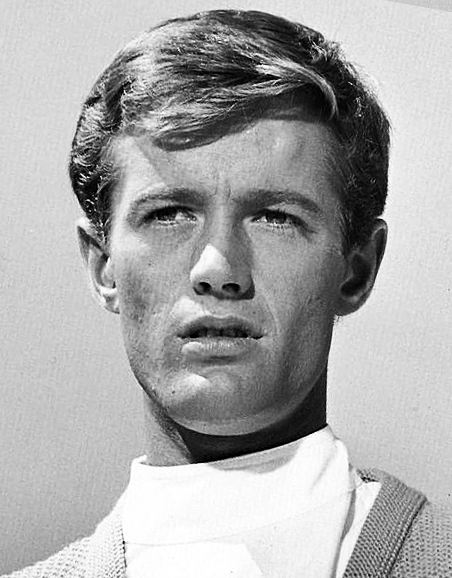
Peter Fonda en 1962, photo promotionnelle pour Tammy and the Doctor.

À son retour à New York, Peter rejoint le Cecilwood Theatre en 1960. Par la suite, il trouve du travail à Broadway et se fait remarquer dans Blood, Sweat and Stanley Poole, écrit par James et William Goldman, qui a duré 84 représentations en 1961. Il commence à jouer dans des émissions de télévision comme Naked City, The New Breed, Wagon Train et Les Défenseurs.
Il trouve son premier rôle lorsque le producteur Ross Hunter cherche un acteur masculin face à Sandra Dee dans Tammy and the Doctor (1963). Il joue aussi avec Adam West dans le rôle du Dr Eric Hassler, 3 ans avant qu'il ne se fasse connaitre pour son rôle principal dans la série télévisée Batman de 1966 à 1968, ainsi que dans le film éponyme sorti en 1966. Ce film connaît peu de succès. Suit un rôle secondaire dans The Victors (1963), réalisé par Carl Foreman, qui porte un regard sombre sur les soldats américains pendant la Seconde Guerre mondiale, . Sa performance lui vaut un Golden Globe Award du nouveau venu le plus prometteur.
Il continue à travailler à la télévision, invité dans Channing, Arrest and Trial, The Alfred Hitchcock Hour et 12 O'Clock High. Il teste le rôle de John F. Kennedy dans PT-109. Peter impressionne Robert Rossen qui le choisit pour son dernier film, Lilith (1964), aux côtés de Warren Beatty, Jean Seberg et Gene Hackman. Peu de temps avant de mourir, Rossen lui signe un contrat de sept films qui devait commencer par une adaptation de Bang the Drum Slowly. Peter obtient le rôle principal de The Young Lovers (1964), sur la grossesse hors mariage, seule réalisation de Samuel Goldwyn Jr.

### Figure de la contre-culture et Roger Corman
Au milieu des années 1960, Peter n'est pas un "leader" conventionnel à Hollywood. Il s'est forgé une "solide réputation de décrocheur". Il a adopté une apparence non-conformiste, avait les cheveux longs et prend régulièrement du LSD. Il travaille moins. Mais grâce à son amitié avec les membres de The Byrds, Peter rend visite aux Beatles en août 1965 dans leur maison louée à Benedict Canyon à Los Angeles. Alors que John Lennon, Ringo Starr, George Harrison et Peter Fonda sont sous l'influence du LSD, Lennon entend Peter parler de son expérience de mort imminente : « Je sais ce que c'est que d'être mort », dit-il, ce qu'il a vécu à la suite de l'incident avec une arme à feu qui a eu lieu lors de son onzième anniversaire. Lennon utilise cette phrase dans les paroles de sa chanson, "She Said She Said", qui figure sur leur album de 1966, Revolver.
En 1966, Peter est arrêté lors de l'émeute de Sunset Strip, à laquelle la police met fin par la force. Le chanteur Stephen Stills, alors guitariste du groupe Buffalo Springfield, proteste contre la gestion du département de la ville de West Hollywood dans la chanson "For What It's Worth". En 1967, Peter enregistre "November Night", un 45 tours écrit par Gram Parsons pour le label Chisa, accompagné de "Catch the Wind" de Donovan, produit par Hugh Masekela.
Le premier rôle cinématographique de Peter est celui d'un motard dans le film de série B de Roger Corman, Les Anges sauvages (1966). Peter devait à l'origine seconder George Chakiris, mais obtient le premier rôle lorsque ce dernier révèle qu'il ne peut pas conduire une moto. Dans le film, Peter prononce un "éloge funèbre" lors des funérailles d'un ange déchu. Cela est chanté par le groupe Psychic TV sur leur enregistrement LP de 1988 Jack the TAB. Il est ensuite sur l'album de Primal Scream "Loaded" (1991) et dans d'autres chansons rock. Le film est un grand succès au box-office, projeté au Festival du film de Venise, lance le genre du film de motards et établit Peter Fonda comme acteur numéro un de ce genre de films. Il réalise ensuite un épisode pilote de télévision, High Noon: The Clock Strikes Noon Again , filmé en décembre 1965. Il est basé sur le film High Noon de 1952, avec Gary Cooper , avec Peter dans le rôle de Cooper. Cependant, il ne devient pas une série télévisée.
Il joue ensuite le rôle principal masculin dans le film de Corman The Trip (1967), une interprétation de l'expérience et des conséquences de la consommation de LSD, écrite par Jack Nicholson. Il joue avec Susan Strasberg, Bruce Dern et Dennis Hopper, le film est un succès. Puis Peter se rend ensuite en France pour jouer dans le film d'horreur à sketches Histoires extraordinaires, inspiré des écrits du poète américain Edgar Allan Poe sorti en 1968. Il partage la vedette avec sa sœur Jane et est réalisé par son mari de l'époque, Roger Vadim. Pour la télévision américaine, il apparaît dans un film, Certain Honorable Men (1968), aux côtés de Van Heflin, écrit par Rod Serling.

### Easy Rider
Peter produit, co-écrit et joue dans Easy Rider (1969), réalisé par Dennis Hopper. Le film raconte l'histoire de deux motards aux cheveux longs voyageant à travers le sud-ouest et le sud des États-Unis où ils rencontrent l'intolérance et la violence. Peter joue "Wyatt", un homme charismatique et laconique dont la veste de moto porte un grand drapeau américain dans le dos, alors que Dennis Hopper interprète le bavard "Billy". Et Jack Nicholson joue George Hanson, un avocat des droits civiques alcoolique qui les accompagne à un certain moment de l'histoire. Peter co-écrit le scénario avec Terry Southern et Dennis Hopper.
Peter tente d'obtenir un financement de Roger Corman et d'American International Pictures (AIP), avec qui il a réalisé The Wild Angels et The Trip , mais ils sont réticents à financer un film réalisé par Hopper. Ils réussissent à obtenir de l'argent de Columbia Pictures. Hopper filme le road trip à travers le pays représenté presque entièrement sur place. Peter a obtenu un financement d'environ 360 000 $, en grande partie sur le fait qu'il sait que c'est le budget dont Roger Corman a besoin pour faire The Wild Angels. Le guitariste et compositeur Robbie Robertson, du groupe The Band, est tellement ému par une projection préalable qu'il approche Peter et tente de le convaincre de le laisser écrire une partition complète, même si le film est sur le point de sortir en salle. Peter décline l'offre, utilisant à la place Born to Be Wild et The Pusher de Steppenwolf, It's Alright, Ma (I'm Only Bleeding) de Bob Dylan chanté par Roger McGuinn des Byrds , et la propre composition de Robertson " The Weight ", interprétée par The Band, parmi de nombreux autres titres, dont If 6 Was 9 du Jimi Hendrix Experience et Kyrie Eleison/Mardi Gras (When the Saints) du groupe The Electric Prunes.
Le film connait un succès international. Jack Nicholson est nommé pour l'Oscar du meilleur acteur dans un second rôle. Peter, Dennis Hopper et Southern sont nommés pour l'Oscar du meilleur scénario original. Le film rapporte plus de 40 millions de dollars.

### Réalisateur et star de films d'action
Après le succès d un film Easy Rider, Dennis Hopper et Peter Fonda sont désormais recherchés pour des projets de films. Hopper réalise le film The Last Movie (1971), dans lequel Peter partage la vedette avec la chanteuse et actrice Michelle Phillips du groupe The Mamas and the Papas. Puis il réalise et joue dans le film The Hired Hand (1971). Il joue le rôle principal dans un casting qui comprend également Warren Oates, Verna Bloom et le poète de la Beat Generation Michael McClure. Le film reçoit des critiques mitigées et échoue commercialement lors de sa sortie initiale, mais plusieurs années plus tard, en 2001, une version entièrement restaurée est présentée dans divers festivals de cinéma et est réédité par la chaîne Sundance sur DVD la même année en deux éditions distinctes. Peter réalise ensuite le film de science-fiction Idaho Transfer (1973). Il ne joue pas dans le film qui reçoit des critiques mitigées lors de sa sortie limitée. À peu près à la même époque, il partage la vedette avec Lindsay Wagner dans Two People (également en 1973) pour le réalisateur Robert Wise, dans lequel il incarne un déserteur de la guerre du Vietnam.
Peter joue aux côtés de Susan George et Adam Roarke dans le film Dirty Mary, Crazy Larry (1974), un film sur deux espoirs de NASCAR qui exécutent un braquage de supermarché pour financer leur saut dans les grandes courses automobiles. Le film est un succès au box-office cette année-là. Cela conduit Peter à réaliser une série de films d'action : Open Season (1974), avec William Holden ; Race with the Devil (1975), fuyant les adorateurs du diable avec Warren Oates (un autre succès) ; 92 in the Shade (1975), toujours avec Warren Oates, pour le scénariste-réalisateur Thomas McGuane ; Killer Force (1976) pour le réalisateur Val Guest ; Futureworld (1976), une suite de Westworld, financé par AIP ; Fighting Mad (1976), une réunion avec Roger Corman, réalisé par Jonathan Demme.
Outlaw Blues (1977) est un drame, avec Peter jouant un musicien face à Susan Saint James. Après un peu plus d'action avec High-Ballin (1978), il revient à la réalisation, avec le drame controversé Wanda Nevada (1979), dans lequel le personnage de l'homme de 39 ans, devient l'intérêt « amoureux » de la jeune fille alors âgée de 13 ans jouée par Brooke Shields. Son père, Henry Fonda, y fait une brève apparition et c'est le seul film dans lequel ils apparaissent ensemble.

### Années 1980 et 1990
Peter est en tête d'affiche dans The Hostage Tower (1980), un téléfilm basé sur une histoire d'Alistair MacLean, il apparait dans le film à succès, L'Équipée du Cannonball (1981), en tant que "chef des bikers" qui est un clin d'œil ironique à ses films de moto précédents, et le film est un énorme succès au box-office cette année-là. Ce film Cannonball Run met aussi en vedettes des acteurs tels que Burt Reynolds, Dean Martin, Sammy Davis Jr., Roger Moore ainsi que Jackie Chan qui joue son propre rôle. Peter interprète également un leader charismatique dans ^Split Image (1982), un film mettant également en vedette James Woods, Karen Allen et Brian Dennehy. Malgré le casting solide et les critiques positives, le film ne trouve pas son public.
Il apparait plus tard dans une série de films dans les années 1980 de différents genres - Daijōbu, My Friend (1983), tourné au Japon; Danse des nains (1983); Peppermint Peace (1983), tourné en Allemagne; Spasms (1983), un film d'horreur canadien avec Oliver Reed ; A Reason to Live (1985), un téléfilm; Certain Fury (1985), avec Tatum O'Neal; Combattants mercenaires (1988); Hawken's Breed (1988), un western; Son (1988); Gli indifferenti (1989) avec Liv Ullmann ; et La Roseraie (1989).
Au début des années 1990, Peter contribue au scénario d'Enemy (1990), dans lequel il joue. Il a le rôle principal dans Family Express (1991) et South Beach (1993), mais dérive ensuite vers des rôles de soutien dans de nombreux films « indépendants » : Deadfall (1993), réalisé par Christopher Coppola ; Bodies, Rest & Motion (1993), avec sa fille Bridget Fonda; Molly & Gina (1994); Love and a .45 (1994) avec Renée Zellweger; Nadja (1994), produit par David Lynch. Il a un bon second rôle dans Escape from L.A. (1996) de John Carpenter et joue dans Don't Look Back (1996) ainsi que dans In the Heat of the Night.
Après des années de films au succès variable, il reçoit une reconnaissance critique de haut niveau et des éloges universels pour sa performance dans Ulee's Gold (1997). Il dépeint un apiculteur taciturne du nord de la Floride et un vétéran du Vietnam qui tente de sauver son fils et sa petite-fille d'une vie de toxicomanie. Pour sa performance, il est nommé pour l'Oscar du meilleur acteur. Il a le rôle principal dans Painted Hero (1997). En 1998, Peter joue dans le téléfilm The Tempest, basé en partie sur la pièce du même titre de William Shakespeare. Il est réalisé par Jack Bender et met en vedette Peter, John Glover, Harold Perrineau et Katherine Heigl.
Il est dans La passion d'Ayn Rand (1998), puis apparait dans le film policier The Limey (1999) en tant que Terry Valentine, un producteur de musique rock vieillissant qui tue accidentellement sa jeune petite amie. Le film est réalisé par Steven Soderbergh.

### Années 2000
Dans les années 2000, il joue dans South of Heaven, West of Hell (2000), Second Skin (2000), Thomas and the Magic Railroad (2000) Wooly Boys (2001), The Laramie Project (2001), The Maldonado Miracle (sorti en 2003), Capital City (2004), The Heart Is Deceitful Above All Things (2004), A Thief of Time (2004), Back When We Were Grownups (2004), Supernova (2005) et El cobrador : In God We Trust (2006).
En 2002, il est intronisé au Temple de la renommée de la moto AMA.
En 2004, il fournit la voix du cultivateur de mauvaises herbes hippie vieillissant "The Truth" dans Grand Theft Auto: San Andreas.
Dans une interview en 2007, il déclare que la conduite de motos l'a aidé à se concentrer, déclarant:
"Je roule en MV Agusta. C'est une moto de course italienne. Cela force la concentration. Il faut être concentré et dans ma vie, dans ce métier, la concentration est parfois difficile à trouver. J'ai donc besoin de forcer la concentration et c'est super. La moto vous emmène sur une route libre. Il n'y a pas de barrières sur les routes que j'emprunte et je n'emprunte pas les autoroutes. C'est tout ce que je peux vous dire, parce qu'il y a plus de terres qui attendent ce petit chrétien. Ce n'est pas vrai. Je suis athée, mais tant pis".
Peter fait un retour sur grand écran en tant que chasseur de primes Byron McElroy dans 3:10 pour Yuma (2007), un remake du western de 1957. Il apparait avec Christian Bale et Russell Crowe. Le film reçoit deux nominations aux Oscars et des appréciations positives de la part des critiques. Il apparait également dans les dernières scènes de la comédie de motards Wild Hogs dans le rôle de Damien Blade, fondateur du gang de motards Del Fuegos et père de Jack, joué par Ray Liotta. Il est également Méphistophélès, l'un des deux principaux méchants du film Ghost Rider avec Nicolas Cage dans le rôle-titre (également 2007). Bien qu'il ait voulu jouer le personnage dans la suite, il est remplacé par Ciarán Hinds.
Il apparait dans Journey to the Center of the Earth (2008), Japan (2008) et The Perfect Age of Rock 'n' Roll (2009) et comme "The Roman", le principal méchant de The Boondock Saints II: All Saints Day (également 2009), la suite de The Boondock Saints. Il apparait également dans un épisode de la saison 3 de la série télévisée Californication avec David Duchovny.

### Carrière ultérieure
Il joue enfin dans American Bandits : Frank et Jesse James (2010) pour Fred Olen Ray ; Le problème avec le bonheur (2011); épisodes de CSI : NY ; Smitty (2012); Harodim (2012); Aussi cool que je suis (2013); Tête de cuivre (2013); La vie ultime (2013); La récolte (2013); RH (2014) ; Maison des corps (2014) ; Jesse James : Homme de loi (2015) ; Le Coureur (2015) avec Nicolas Cage ; La ballade de Lefty Brown (2017); La femme la plus détestée d'Amérique (2017); Borderland (2017); Vous ne pouvez pas dire non (2018); et Boundaries (2018) avec Christopher Plummer. Il est producteur exécutif du documentaire The Big Fix (2012).
Son dernier rôle est dans le film sur la guerre du Vietnam The Last Full Measure, dont le réalisateur Todd Robinson, raconte que Peter a pu voir ce film dans son intégralité avant sa mort et était ému en le visionnant.
Peter écrit son autobiographie, Don't Tell Dad (1998).

### Décès
Peter Fonda est décédé d'une insuffisance respiratoire causée par un cancer du poumon à son domicile de Los Angeles le 16 août 2019, à l'âge de 79 ans.
Après la mort de Peter, sa sœur Jane fait la déclaration suivante : « Je suis très triste. C'était mon petit frère chéri. Le bavard de la famille. J'ai passé de beaux moments seule avec lui ces derniers jours.[réf. souhaitée] ».

## Honneurs
Une Golden Palm Star lui est dédiée en 2000 à Palm Springs, en Californie.

## Vie privée
Il s'est marié trois fois, il épouse pour la première fois Susan Brewer en 1961; ensemble, ils ont deux enfants, Bridget et Justin. Ils divorcent en 1974 après 13 ans de mariage. Peter épouse sa deuxième épouse Portia Rebecca Crockett, en 1975. Le mariage dure 36 ans jusqu'à ce qu'ils divorcent en 2011. Par la suite il épouse sa troisième femme Margaret DeVogelaere, en 2011. Le mariage dure huit ans jusqu'à la mort de Peter en 2019.

## Politique
En 2011, Fonda et Tim Robbins produisent The Big Fix, un documentaire qui examine le rôle de BP dans la marée noire de Deepwater Horizon et ses effets sur le golfe du Mexique. Lors d'une conférence de presse au Festival de Cannes, Fonda a déclaré qu'il avait écrit au président Barack Obama à propos du déversement et l'avait qualifié de « putain de traître » pour avoir autorisé « des bottes étrangères sur notre sol à dire à nos militaires — en l'occurrence les garde-côtes — ce qu'ils peuvent et ne peuvent pas faire, et nous dire, à nous citoyens des États-Unis, ce que nous pouvons ou ne pouvons pas faire. ».[réf. souhaitée]

## Filmographie

### En tant qu’acteur

#### Films

##### Années 1960

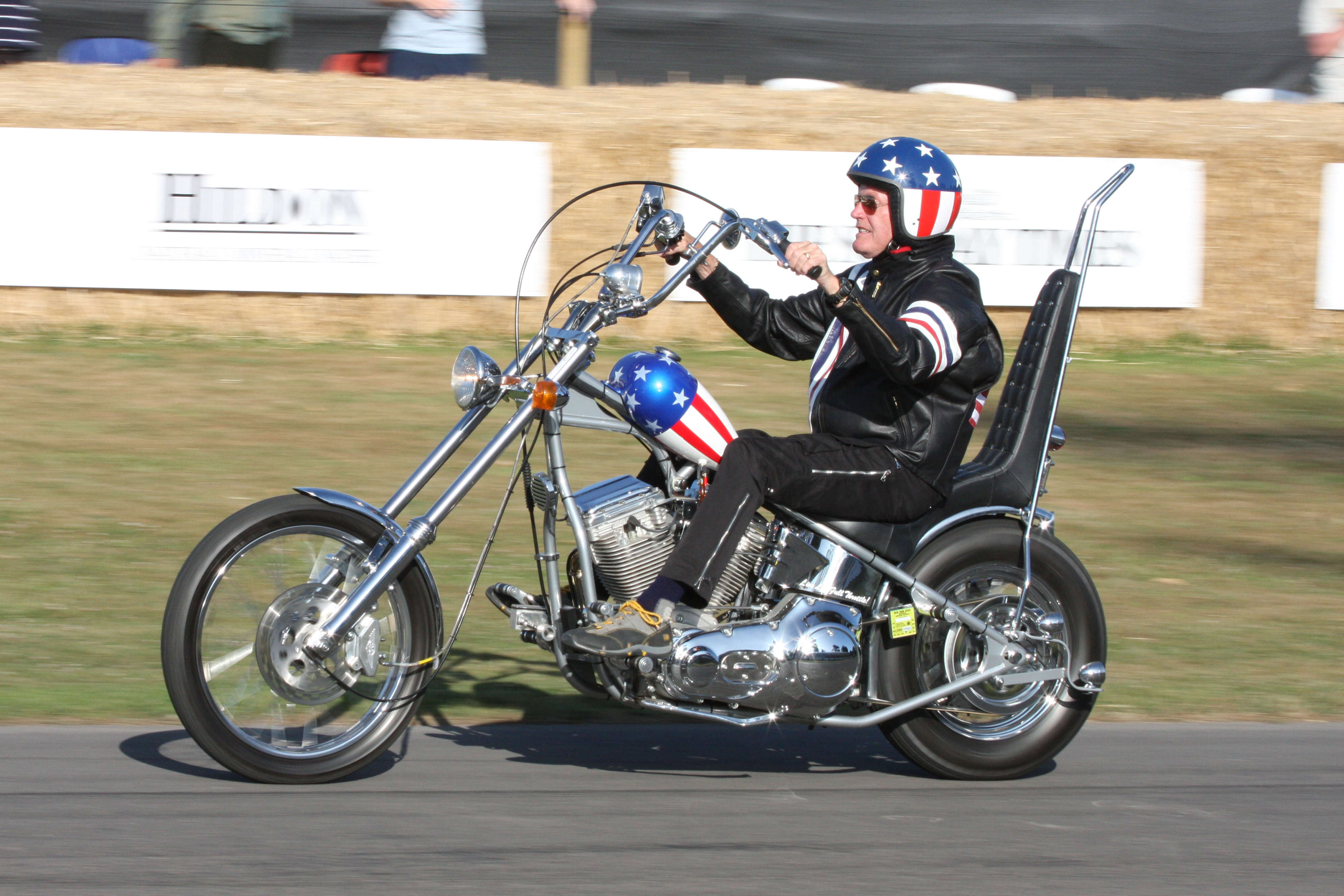
Peter Fonda sur un chopper Harley-Davidson, réplique de « Captain America », en 2009.

- 1963 : Tammy et le Docteur (Tammy and the Doctor) d'Harry Keller : docteur Mark Cheswick
- 1963 : Les Vainqueurs (The Victors) de Carl Foreman : Weaver
- 1964 : Lilith de Robert Rossen : Stephen Evshevsky
- 1964 : The Young Lovers de Samuel Goldwyn, Jr. : Eddie Slocum
- 1966 : Les Anges sauvages (The Wild Angels) de Roger Corman : Heavenly Blues
- 1967 : Le Voyage (The Trip) de Roger Corman : Paul Groves
- 1968 : Histoires extraordinaires : le baron Wilhelm (sketch Metzengerstein de Roger Vadim)
- 1969 : Easy Rider de Dennis Hopper : Wyatt - également scénariste et producteur

##### Années 1970
- 1971 : The Last Movie de Dennis Hopper : le jeune shérif
- 1971 : L'Homme sans frontière (The Hired Hand) de Peter Fonda : Harry Collings
- 1973 : Brève Rencontre à Paris (Two People) de Robert Wise : Evan Bonner
- 1974 : La Chasse sanglante (Open season) de Peter Collinson : Ken
- 1974 : Larry le dingue, Mary la garce (Dirty Mary Crazy Larry) de John Hough : Larry Rayder
- 1975 : Trente-sept degrés à l'ombre (92 in the Shade) de Thomas McGuane : Skelton
- 1975 : Course contre l'enfer (Race with the Devil) de Jack Starrett : Roger March
- 1976 : Colère froide (Fighting Mad) de Jonathan Demme : Tom Hunter
- 1976 : Les Mercenaires (Killer Force) de Val Guest : Bradley
- 1976 : Les Rescapés du futur (Futureworld) de Richard T. Heffron : Chuck Browning
- 1977 : Un couple en fuite (Outlaw Blues) de Richard T. Heffron : Bobby Ogden
- 1978 : High-Ballin de Peter Carter : Rane
- 1979 : Wanda Nevada de Peter Fonda : Beaudray Demerill

##### Années 1980
- 1981 : L'Équipée du Cannonball (The Cannonball Run) de Hal Needham : le chef des motards
- 1982 : Split Image de Ted Kotcheff : Kirklander
- 1983 : All Right, My Friend de Ryu Murakami : Gonzy Traumerai
- 1983 : Peppermint-Frieden de Marianne Rosenbaum : M.. Freedom
- 1983 : Pris au piège (en) (Dance of the Dwarfs) de Gus Trikonis : Harry Bediker
- 1983 : Spasmes (Spasms) de William Fruet : docteur Tom Brasilian
- 1985 : La Cavale impossible (Certain Fury) de Stephen Gyllenhaal : Rodney
- 1987 : Hawken's Breed de Charles B. Pierce
- 1987 : Mercenary Fighters de Riki Shelach Nissimoff : Virelli
- 1989 : La Roseraie (The Rose Garden) de Fons Rademakers : Herbert Schluter

##### Années 1990
- 1990 : Fatal Mission de George Rowe : Ken Andrews - également scénariste
- 1991 : Family Express de Georges Nicolas Hayek : Nick
- 1993 : South Beach de Fred Williamson et Alain Zaloum : Jake
- 1993 : Deadfall de Christopher Coppola : Pete
- 1993 : Une pause... quatre soupirs (Bodies, Rest & Motion) de Michael Steinberg : un motard
- 1994 : L'Amour et un 45 (Love and a .45) de C.M. Talkington : Vergil Cheatham
- 1994 : Molly et Gina de Paul Leder : Larry Stanton
- 1994 : Nadja de Michael Almereyda : Dracula et le docteur Van Helsing
- 1996 : Grace of My Heart (Grace : La Musique du cœur au Québec) d'Allison Anders : Dave
- 1996 : Los Angeles 2013 (Escape from L.A.) de John Carpenter : Pipeline
- 1996 : Painted Hero de Terry L. Benedict : Ray le cuisinier
- 1997 : L'Or de la vie (Ulee's Gold) de Victor Nuñez : Ulee Jackson
- 1998 : Welcome to Hollywood d'Adam Rifkin et Tony Markes : Lui-même
- 1999 : L'Anglais (The Limey, Le Limier au Québec) de Steven Soderbergh : Terry Valentine
- 1999 : The Passion of Ayn Rand de Christopher Menaul : Frank

##### Années 2000
- 2000 : Second Skin de Darrell Roodt : Merv Gutman
- 2000 : South of Heaven, West of Hell de Dwight Yoakam : Shoshonee Bill
- 2000 : Thomas et le Chemin de fer magique (Thomas and the Magic Railroad) de Britt Allcroft (en) : grand-père Burnett Stone
- 2001 : Wooly Boys de Leszek Burzynski : Stoney
- 2002 : Le Projet Laramie (The Laramie Project) de Moisés Kaufman : docteur Cantway
- 2004 : Le Livre de Jérémie d'Asia Argento : le grand-père
- 2007 : Ghost Rider de Mark Steven Johnson : Méphistophélès
- 2007 : Bande de sauvages (Wild Hogs) de Walt Becker : Damien Blade
- 2008 : 3 h 10 pour Yuma de James Mangold : Byron McElroy
- 2009 : Les Anges de Boston 2 de Troy Duffy (en) : Louie, dit « le Romain » ou « le Vieux »

##### Années 2010
- 2011 : The Trouble with Bliss de Michael Knowles: Seymour Bliss
- 2013 : Copperhead de Ron Maxwell : Avery
- 2013 : The Harvest de John McNaughton : le grand-père
- 2015 : The Runner d'Austin Stark : Rayne Pryce
- 2017 : La Femme la plus détestée d'Amérique de Tommy O'Haver : Révérend Harrington
- 2017 : La Balade de Lefty Brown (The Ballad of Lefty Brown) de Jared Moshé : Edward Johnson
- 2018 : Boundaries de Shana Feste : Joey
- 2019 : The Last Full Measure de Todd Robinson : Jimmy Burr

#### Téléfilms
- 1968 : Certain Honorable Men d’Alex Segal : Robbie Conroy
- 1980 : La Tour Eiffel en otage (The Hostage Tower) de Claudio Guzmán : Mike Graham
- 1985 : A Reason to Live de Peter Levin : Gus Stewart
- 1988 : Sound de Biagio Proietti : Roberto Lovari
- 1996 : Don't Look Back de Geoff Murphy : la souris
- 1999 : The Passion of Ayn Rand de Christopher Menaul : Frank O'Connor
- 2002 : Le Projet Laramie (The Laramie Project) de Moisés Kaufman : Dr Cantway
- 2003 : The Maldonado Miracle de Salma Hayek : Père Russell
- 2004 : Capital City de Spenser Hill : le président Bridgewater
- 2004 : A Thief of Time de Chris Eyre : Harrison Houk
- 2004 : Back When We Were Grownups de Ron Underwood : Dr Will Allenby
- 2005 : Supernova de John Harrison : Dr Austin Sheppard
- 2008 : Voyage au centre de la Terre (Journey to the Center of the Earth) de T. J. Scott : Edward Dennison
- 2014 : HR de Darren Star : Jonathan Quaff
- 2016 : Max de Lena Dunham : Edward Woodruff

#### Séries télévisées
- 1962 : Naked City : Joey Selken (saison 3, épisode 15 : The Night the Saints Lost Their Halos)
- 1962 : Le Gant de velours (The New Breed) : Ronnie Bryson (saison 1, épisode 29 : Thousands and Thousands of Miles)
- 1962 : La Grande Caravane (Wagon Train) : Orly French (saison 6, épisode 13 : The Orly French Story)
- 1963 : Les Accusés (The Defenders) : Gary Foster (saison 2, épisode 34 : The Brother Killers)
- 1963 : Channing (saison 1, épisode 3 : An Obelisk for Benny)
- 1964 : Arrest and Trial : Alex Bakalyan (saison 1, épisode 24 : A Circle of Strangers)
- 1964 : Suspicion : Verge Likens (saison 3, épisode 1 : Return of Verge Likens)
- 1964 : 12 O'Clock High : le lieutenant Andy Lathrop (saison 1, épisode 4 : The Sound of Distant Thunder)
- 1966 : Insight (épisode : Politics Can Become a Habit)
- 1968 : The Red Skelton Show : Robinson Crusoé (saison 18, épisode 12 : Two on the Isle)
- 1988 : Gli indifferenti : Leo (mini-série)
- 1994 : Dans la chaleur de la nuit (In the Heat of the Night) : Marcantony Appfel (2 épisodes)
- 2007 : Maléfiques (The Gathering) : Thomas Carrier (2 épisodes)
- 2007 : Urgences (ER) : Pierce Tanner (saison 14, épisode 10 : 300 Patients)
- 2009 : Californication : Premier client de Sue Collini 1 épisode Saison 3
- 2011 : Les Experts : Manhattan (CSI: NY) : William Hunt (2 épisodes)
- 2011 : Hawaii 5-0 (Hawaii Five-0) : Jesse Billings (saison 2, épisode 4 : Mea Makamae)
- 2011 : Smitty, mon nouvel ami : Jack, le grand-père (mini-série)
- 2014 : Blacklist (The Blacklist) : Geoff Perl (saison 2, épisode 6 : The Mombasa Cartel (No. 114))
- 2017-2018 : La Loi de Milo Murphy (Milo Murphy's Law) : le directeur (2 épisodes)

### En tant que réalisateur
- 1971 : L'Homme sans frontière (The Hired Hand)
- 1973 : Idaho Transfer (en)
- 1979 : Wanda Nevada

### Jeux vidéo
- 2004 : Grand Theft Auto : San Andreas : la voix de The Truth

## Distinctions

### Nominations
- Oscars 1970 : Meilleur scénario original pour Easy Rider partagé avec Dennis Hopper et Terry Southern
- Oscars 1998 : Meilleur acteur pour L'Or de la vie

## Voix françaises
En France
- Bernard Tiphaine dans :
  - Le Voyage
  - Easy Rider
  - Les Mercenaires
  - L'Or de la vie
  - Bande de sauvages
  - Les Anges de Boston 2
- Philippe Ogouz dans :
  - Larry le dingue, Mary la garce
  - Course contre l'enfer[1]
- Hervé Bellon dans :
  - Los Angeles 2013
  - Smitty, mon nouvel ami (téléfilm)
- Féodor Atkine[1] dans :
  - Ghost Rider
  - The Runner
- et aussi :
  - Bernard Murat dans Les Rescapés du futur
  - Vincent Ropion dans Trente-sept degrés à l'ombre[1] (doublage tardif)
  - Richard Darbois dans L'Équipée du Cannonball
  - François Marthouret dans L'Anglais
  - Bernard Demory dans Urgences[1] (série télévisée)
  - Gilbert Beugniot dans 3 h 10 pour Yuma
  - Marc Cassot dans Les Experts : Manhattan (série télévisée)
  - Frédéric van den Driessche dans Blacklist (série télévisée)

## Publications
- (en) Peter Fonda, Dennis Hopper et Terry Southern, Easy Rider : Original Screenplay, New York, New American Library, coll. « Signet Books », 1969, 191 p.
- (en) Don't Tell Dad : A Memoir by Peter Fonda, New York, Simon & Schuster, 1998, 498 p. (ISBN 0-684-85129-6)